# خودریختی
خودریختی در جبر مجرد، یک‌ریختی‌ای از شیء ریاضی به خودش است. به معنایی می‌توان خودریختی را تقارن شیء دانست و روشی برای نگاشت شیء به خودش به نحوی که تمام ساختار شیء دست‌نخورده باقی بماند.
در واقع خود ریختی جایگشتی از شماره راس‌های یک گراف است یعنی اگر راس‌ها را از 1 تا n شماره گذاری کنیم هر جایگشتی از این اعداد که یک گراف تشکیل می‌دهد و این گراف‌ها با هم یک ریخت هستند.